# Astaena fusagona
Astaena fusagona är en skalbaggsart som beskrevs av Saylor 1946. Astaena fusagona ingår i släktet Astaena och familjen Melolonthidae. Inga underarter finns listade.